# Cytherois paralignincola
Cytherois paralignincola är en kräftdjursart som beskrevs av Rosalie F. Maddocks och Steineck 1987. Cytherois paralignincola ingår i släktet Cytherois och familjen Paradoxostomatidae. Inga underarter finns listade i Catalogue of Life.